# Parteibetrieb (SED)
Als Parteibetrieb der SED bezeichnete man wirtschaftliche Unternehmen und Betriebe, bei denen die SED selbst als Eigentümer, Besitzer, Betreiber und/oder Arbeitgeber fungierte.
Trotz enger Verflechtungen in der DDR sind Parteibetriebe als Organisationseigene Betriebe (OEB) nicht gleichzusetzen mit Volkseigenen Betrieben (VEB), Betrieben und Vermögen des DDR-Staatsapparates, des Bereiches Kommerzielle Koordinierung (KoKo), des Ministeriums für Außenhandel (MHA) und des Ministeriums für Staatssicherheit (MfS) oder der bewaffneten Organe.
Auch die anderen Blockparteien besaßen z. B. parteieigene Verlage.

## Aufgabe, Funktion
Die Parteibetriebe im engeren Sinne sicherten die Aktivitäten der Partei, das wirtschaftliche Funktionieren des Parteiapparates und seiner Medien ab. Sie bildeten und verwalteten das materielle und finanzielle Parteivermögen einschl. Immobilien.
Neben den Parteibetrieben im engeren Sinne zählten im weiteren Sinne auch Unternehmungen, Eigentum oder Beteiligung an anderen in- und ausländischen Firmen dazu. Diese dienten bis 1989 vornehmlich der Devisenbeschaffung und dem Import von Waren aus dem Nichtsozialistischen Wirtschaftsgebiet (NSW), also aus allen Staaten der westlichen und Dritten Welt, die nicht zum Rat für gegenseitige Wirtschaftshilfe (im Osten RGW, im Westen Comecon abgekürzt) gehörten. Letztlich dienten sie der Realisierung von Gewinnen, die u. a. der Finanzierung der DKP dienten.:S. 51 Das Bundesamt für Verfassungsschutz (BfV) schätzte, dass die DKP in den 1970er Jahren mit weit über 60 Millionen DM jährlich finanziert wurde.:S. 57.
Des Weiteren dienten solche Firmen und Beteiligungen den legalen und illegalen Finanztransfergeschäften, insbesondere auch in der Wendezeit der Vermögensvertuschung und im Zusammenhang mit den Bildungen der Nachfolgeparteien SED-PDS, PDS, Die Linkspartei.PDS und nach der Vereinigung mit der WASG aktuell die heutige Partei Die Linke den dazugehörigen Vermögensübergängen.

## Geschichte
Nach der Zerschlagung des „Dritten Reiches“ übernahmen die Alliierten die Verwaltungshoheit im Nachkriegsdeutschland. Sie ließen u. a. politische Parteien zu und bestätigten alte oder neue Rechtsnormen und -organe. Unzweifelhaft zuordenbares Eigentum konnte auch nach den Enteignungen „Dritten Reich“ den Parteien, Gewerkschaften u. a. Organisationen zurück übertragen werden, so auch der SPD und KPD, die sich in der Sowjetischen Besatzungszone 1946 zur SED vereinten.
Die Anwaltskanzlei Gentz hatte für die Partei- und später auch für die Staatsführung der DDR eine zentrale Bedeutung. Die 1945 als Notarin zugelassene Rechtsanwältin Ingeburg Gentz beurkundete unter anderem die Gründungsversammlungen aller Parteibetriebe einschließlich der Zentrag:S. 118
Die Parteibetriebe unterstanden dem Zentralkomitee. ZK-Beauftragte für Finanzen und Parteibetriebe waren u. a.:
- in den 1970er Jahren bis Mai 1982 Karl Raab,
- bis Dezember 1989 Heinz Wildenhain und
- bis Oktober 1990 Wolfgang Langnitschke.

Im Bereich KoKo war Waltraud Lisowski bis Ende der 1980er Jahre Leiterin der AG-Parteifirmen.
Kapitalanteile an ausländischen Firmen hielt für die SED der langjährige Treuhänder Werner Girke.
Zu Wendezeiten wurden Parteibetriebe und -firmen für die legitime Sicherung und den legitimen, aber auch illegitimen Transfer von Parteivermögen betraut bzw. zur Vermögensverschleierung missbraucht.

## Parteibetriebe und Beteiligungen
Die SED besaß oder führte in der Sowjetischen Besatzungszone und in der DDR zeitweise oder dauernd verschiedene wirtschaftliche Betriebe oder Beteiligungen, Gästehäuser und Urlaubs- bzw. Ferienobjekte. Das Geflecht aller Betriebe im Vermögen der SED wurde mit der Untersuchung der Parteivermögen nach 1989 öffentlich.

- DEFA AG
- DEWAG Deutsche Werbe- und Anzeigengesellschaft, später DEWAG-Kombinat für Werbung
- Buchverlage
  - Altberliner Verlag
  - Aufbau-Verlag
  - Henschel Verlag GmbH mit Henschel Schauspiel Theater-verlag Berlin GmbH
- Geschenkdienst- und Kleinexporte GmbH (Genex), später nur noch Genex Geschenkdienst GmbH
- Intertext – Fremdsprachendienst der Deutschen Demokratischen Republik
- "Panorama DDR" Auslandspresseagentur GmbH / Detoura GmbH
- OEB Fundament (zuständig für 809 Grundstücke)
- VOB Zentrag (Zentrale Druckerei-, Einkaufs- und Revisionsgesellschaft mbH, später Vereinigung Organisationseigener Betriebe (VOB)) mit folgenden Unternehmen:
  - Neues Deutschland Druck und Verlags GmbH
  - Berliner Verlag GmbH mit Berliner Druckerei und Verlags GmbH
  - Dietz Verlag
  - Druckerei und Verlagskontor GmbH (DVK) einschließlich Deutsche Verlags- und Druckereikontor GmbH (DVDK)
  - AHB Zimex GmbH
  - Verlag der Weltbühne GmbH

Ende 1989 beschäftigte die SED 40.000 hauptamtliche und sonstige Mitarbeiter.
Die Partei begründete oder führte zudem ausländische Firmen, Vermögen und Beteiligungen.

- Botzum und Glätzer OHG, Hainburg
- Deutsche Handelsgesellschaft West-Ost mbH & Co KG Nachf, Berlin(DHG) gegründet von SED und damaliger KPD in der BRD
- Effect Vermögensverwaltungsgesellschaft mbH, Berlin
- Hansa-Tourist, Hamburg
- Heska-Druck GmbH, Hamburg
- Richard Ihle GmbH, Internationale Spedition, Hamburg
- Interna (Stahlhandel)[4]
- Interschiff-Schiffsagentur GmbH, Hamburg
- Intex Im- und Export GmbH, Berlin
- Intrac Industrievertretungen und Maschinenhandel AG, Berlin
- Inwaco Internationale Waren-Controll GmbH, Hamburg
- Kommandit Gesellschaft West-Ost, Hamburg
- Macom GmbH, Essen
- Melcher GmbH Industrieanlagen und Ausrüstungen, Elmshorn
- Noha Handelsgesellschaft mbH, Bochum
- Nolte KG
- Novum Handelsgesellschaft mbH (wurde dazu im Widerspruch auch als österreichisch-Schweizerische Handelsvertretung und im Besitz der KPÖ bezeichnet[2]:S. 106 und 119). Novum hatte Konten in Österreich und bei der DHB.
- Omnia Handelsgesellschaft mbH, Düsseldorf
- Organisation und Verwaltung AG (ORVAG) mit Sitz in Zürich fungierte als Dachgesellschaft für ein ganzes Geflecht von verdeckten SED-Parteifirmen, die bereits in den 60er und 70er Jahren gegründet worden waren. Dazu gehörten die
  - Tochtergesellschaften Zeitungsdienst Berlin GmbH,
  - Gründel Grundstücksgesellschaft mbH,
  - Druckhaus Norden GmbH,
  - Das Europäische Buch Vertriebs GmbH (alle in Berlin-West ansässig) sowie
  - die Gesellschaft für die Förderung des Presse- und Verlagswesens mbH (Luxemburg),
  - die Anstalt Corefina, Balzers (Liechtenstein), die Casafina AG, Bern (Schweiz), und die Rheintalstiftung, Triesenberg (Liechtenstein).
- Plambeck & Co., Neuss/Rheinland
- Plast-Elast Chemie Handelsgesellschaft mbH & Co KG, Essen
- Rexim S. A.
- Werner Scheffler GmbH, Hamburg
- Transinter (Vertreterfirma)
- Transport-Vertretungs-Service GmbH, Essen
- Gerhard Wachsen Im- und Export GmbH, Berlin
- Wan-Warimex Industrie-Anlagen und Maschinen Vertriebsgesellschaft mbH, Berlin
- West-Ost Touristik Reisedienst GmbH & Co, Essen
- Wittenbecher & Co.GmbH  Essen
- Wittenbecher & Co Handelsgesellschaft mbH (Wihag), Berlin

1982 führte das Bundesamt für Verfassungsschutz (BfV) zudem 15 Briefkastenfirmen und ausländische DDR-Gesellschaften und Holdings in der Schweiz, Luxemburg, Liechtenstein, Niederlande und Curaçao (Niederländische Antillen) an.:S. 54
Alexander Schalck-Golodkowski, Leiter des Bereichs KoKo, listete in einem Schreiben an den Generalsekretär der SED Erich Honecker 1988 fünfzehn Firmen auf, die sich im Eigentum der SED unter Verwaltung des Bereichs KoKo befanden.

- Chemo-Plast Im- und Export GmbH, Berlin
- Interna GmbH, Essen
- Fenematex B. V., Amsterdam
- Wittenbecher & Co.GmbH  Essen
- Wittenbecher & Co.HG mbH, Berlin
- EMA Industrieanlagen HG mbH, Essen
- noha HG mbH, Bochum
- DHG West-Ost mbH, Berlin
- Melcher GmbH, Elmshorn
- Mebama B. V., Hellevoetsluis
- Werus GmbH, Solingen
- Friam B. V., Haarlem
- R. Ihle GmbH, Hamburg
- Trans-Ver-Service GmbH, Essen
- Inwaco GmbH, Hamburg

In den Nachwendejahren gründete die SED bzw. die Partei des Demokratischen Sozialismus (PDS) bis Inkrafttreten der §§ 20a und 20b des Parteiengesetzes der DDR neue Firmen. Sie sollten als privatwirtschaftliche Betriebe, meist GmbH, das Vermögen und Arbeitsplätze unter den sich abzeichnenden neuen gesellschaftlichen Bedingungen sichern.

- Hotelkette Belvedere Hotel GmbH (Februar 1990 bis März 1991), die parteieigene Gästehäuser und Schulungsobjekte in privatwiretschaftliche Hotels wandeln und neun Liegenschaften teilweise in Kooperation mit dem OEB Fundament bewirtschaften sollte. In diesem Rahmen kam es zu weiteren Gründungen, wie:
  - Kongreß-Hotel GmbH Frankfurt/Oder
  - Reittouristik- und Tourismus GmbH Liebenberg
  - Speditions und Service Zentrum Herzbergstraße GmbH (SSZ)
  - Congress-Hotel Rostock GmbH
  - Belvedere Hotel Management GmbH
- Elektronischen Mediengesellschaft Holding AG (EMG) (März 1990 bis Juni 1991) mit EMG Produktionsgesellschaft mbH, EMG Beteiligungsgesellschaft mbH und EMG Forschungsgesellschaft mbH
- Gort GmbH Magdeburg (Kfz-Transporte, -Vermietung, -Service, -Handel und Fahrschulausbildung)
- Berliner Werbedruck GmbH Druckerei und Verlag (Druckerei Phönix), ab Mai 1990 Umfirmierung in Printos Werbedruck und Verlag GmbH

Frühere Parteischulen und Bildungseinrichtungen wurden als Kongresszentren, Tagungs- und Veranstaltungseinrichtungen von neuen Betreibergesellschaften weitergeführt. Bisherige Gästehäuser der SED sowie Erholungs- und Ferienobjekte wurden zu Hotel- und Gastronomiebetrieben. Die Fahrbereitschaften der früheren SED-Bezirksleitungen wurden zu Autohandels- und Reparaturbetrieben, Fahrschulen, Speditionen, Touristikunternehmen und Reisebüros umgegründet. Frühere Fernmeldeabteilungen wurden in der Rechtsform der GmbH als Betriebe der Kommunikations- und Sicherheitstechnik und im Audio- und Video-Bereich neu etabliert.

## Erwerb und Finanzierung der Parteibetriebe
Neben den von der KPD und SPD übernommenen Betrieben geschah die Vermögensbildung der SED und Bildung der Parteibetriebe laut Zeugenaussage von Wolfgang Langnitschke vor dem Untersuchungsausschuss des Bundestages am 17. Oktober 1996 zu 45 bis 50 Prozent aus dem Aufkommen der Mitgliederbeiträge der Partei (bis Ende der 1980er Jahre ca. 710 Millionen DDR-Mark), ein weiterer Teil aus der Tätigkeit der wirtschaftlichen Parteibetriebe und nur etwa 100 Mio. DDR-Mark aus dem Staatshaushalt der DDR.:S. 439.
Eine enge Verflechtung der Betriebe bestand im Bereich Kommerzielle Koordinierung (KoKo) der Regierung der DDR zwischen dem Parteivermögen der SED und den Unternehmungen und Vermögen der Ministerien für Außenhandel (MAH) und Staatssicherheit (MfS).
Ein Großteil des zum Stichtag im August 1989 gehörenden Parteivermögens wurde dabei als nicht rechtens erworben ermittelt.

## Treuhänderische Verwaltung 1990 bis 1995
Mit der Wende begann der Streit um den weiteren Bestand dieser Vermögenswerte und Organisationen. Noch vor der deutschen Wiedervereinigung wurde von der freigewählten Volkskammer ein Gesetz verabschiedet, das die Vermögen von Parteien und Massenorganisationen der DDR (PMO) unter die Verwaltung einer Behörde bis zur endgültigen Entscheidung über die Verwendung stellte.
Ab 1. Juni 1990 kam das bis August 1989 bestehende Vermögen von fünf Parteien und 18 Massenorganisationen zur Prüfung und treuhänderischen Verwaltung in die Hände der Unabhängigen Kommission zur Überprüfung des Vermögens der Parteien und Massenorganisationen (UKPV). Mit der Deutschen Wiedervereinigung ging die Kontrolle über die Vermögen an die Treuhandanstalt (THA) über, die auch mit der Privatisierung der Volkseigenen Betriebe und auch von Parteibetrieben, beauftragt war.
Der Bereich KoKo wurde auf Ministerratsbeschluss der Regierung Modrow im März 1990 aufgelöst und die zugehörigen Betriebe einschließlich der Parteibetriebe gingen in den Besitz der Treuhandanstalt.
Eigentum, das unzweifelhaft rechtmäßig der Partei gehörte, wurde 1995 im abschließenden Vergleich zwischen PDS und Treuhandanstalt aus der Obhut der Treuhandanstalt entlassen. Die THA wurde ab 1995 als Bundesanstalt für vereinigungsbedingte Sonderaufgaben (BvS) weitergeführt.

## Betriebe der Nachfolgepartei "Die Linke"
Ihre zweifelsfrei als rechtmäßig ermittelten Firmen konnten die Vorgängerparteien zurück erhalten, sie aber nur durch Zuwendungen aus dem nach der Wende erworbenen Parteivermögen sanieren. Die Linke verfügt heute über die Vermögen der ehemaligen WASG und Linkspartei.PDS.

- Hotel am Wald (Elgersburg) GmbH
- Vulkan Gesellschaft für Grundbesitz mbH, Berlin (Unternehmensbeteiligungen und Grundstücke, unter anderem das Karl-Liebknecht-Haus)
- FEVAC Föderative Verlags-, Consulting- und Handelsgesellschaft mbH, Berlin mit Unternehmensbeteiligungen u. a. an
  - Media Service GmbH, Berlin (anteilig; Druckerei/Werbeservice)
  - Neues Deutschland Druckerei und Verlag GmbH, Berlin
  - NDZ Neue Zeitungsverwaltung GmbH, Berlin